# Daniel Høffding Wulff
Daniel Høffding Wulff (12. maj 1829 i Fredericia – 18. september 1900 i Aalborg) var en dansk skolemand og historisk forfatter.
Ved hans fødsel var hans fader, provst Henrik Wulff (død 1888), lærer ved Det lærde institut i Fredericia (byens latinskole). Moderen var Susanne Jacobine født Høffding. Wulff blev student fra Randers Latinskole 1848 og tog filologisk-historisk skoleembedseksamen 1856. To år efter blev han konstitueret som lærer ved Aalborg Katedralskole, til hvilken han derefter var knyttet i 30 år som adjunkt og overlærer (fra 1887). I en årrække var han tillige stiftsbibliotekar i Aalborg og medlem af byrådet, og hans store interesse for Aalborg by viser sig i hans uafbrudte syslen med byens historie, der dog ikke, som ønskeligt havde været, satte frugt i en samlet skildring, men løb ud i en række tidsskriftsartikler og udgiverarbejder. 1885-1886 udkom hans biografi af købmand Jens Bang. Også nogle skolebøger skyldes ham.
Størst betydning har Wulff fået derved, at han blev stifteren af "det jyske historisk-topografiske selskab" (i dag Jysk Selskab for Historie). For at forberede dannelsen af et sådant selskab gennemrejste han Jylland i sommeren 1865, og i det følgende år trådte selskabet i virksomhed. Wulff var medlem af selskabets bestyrelse indtil 1895. 1889 havde han taget sin afsked fra skolen, og i 1894 var han udtrådt af byrådet. Han døde i Aalborg 18. september 1900. Han havde 24. november 1858 ægtet Cecilie Berg (død 1859), datter af købmand Moritz Berg i Randers, og 21. maj 1861 sit søskendebarn Josephine Elise Marie Eleonora Wulff (død 1873), datter af kæmner Fred. E. Wulff i Aalborg.